# HeroQuest (jeu vidéo)
Pour les articles homonymes, voir HeroQuest.
 (octobre 2019).
Si vous disposez d'ouvrages ou d'articles de référence ou si vous connaissez des sites web de qualité traitant du thème abordé ici, merci de compléter l'article en donnant les références utiles à sa vérifiabilité et en les liant à la section « Notes et références ».
HeroQuest est un jeu vidéo de rôle développé par Gremlin Graphics, sorti en 1991. Il est disponible sur les ordinateurs personnels Amiga, Amstrad CPC, Atari ST, Commodore 64, compatible PC (DOS, Windows 3.x) et ZX Spectrum. Il est adapté du jeu de société à succès HeroQuest (1990) de Games Workshop. Une extension, sous-titrée Return of the Witch Lord, est sortie la même année.
Il a donné suite à HeroQuest II: Legacy of Sorasil en 1994.
Dans un univers fantasy, le joueur incarne une équipe d'aventurier (un nain, un elfe, un barbare et un mage) qui brave le monde souterrain du magicien démoniaque Morcar à travers 14 missions. Le principe de jeu et l'ambiance visuelle (en 3D isométrique) sont fidèles à l'esprit de l'original.

## Développement
HeroQuest a été conçu par Michael Hart (Rapier Design), également auteur de Space Crusade (1992), une adaptation réussie d'un autre jeu de Games Workshop. La programmation est assurée par Michael Hart (Amiga) et Roger Womack (PC). Les graphismes sont conçus par Jason Wilson (Amiga), Mark Pickavance (ST), Tim May (PC EGA), Ian G. Harling (PC VGA) et Mark Glossop (Intro PC). Barry Leitch (Imagitec) a composé les deux musiques de jeu et les effets sonores. Le morceau in game, réarrangé par le compositeur, est disponible dans l'album musical Immortal 2.

## Exploitation
HeroQuest reçoit des avis favorables dans la presse spécialisée qui le considère comme l'une des meilleures adaptations de jeu de plateau en date. La durée de vie est cependant jugée assez courte. L'extension Return of the Witch Lord, qui apporte 10 nouveaux challenges, fut apprécié à mesure de l'original. Une autre, Keller's Keep, fut seulement envisagée (sans suite).
- ACE 815/1000 • Amiga Format 85% • Crash 93% • CU Amiga 81% • Génération 4 83% • Tilt 15/20 • Your Sinclair 86% • Zzap!64 75%

## À noter
À ne pas confondre avec Hero's Quest: So You Want to Be a Hero (rebaptisé Quest for Glory), le jeu d'aventure et de rôle publié en 1989 par Sierra On-Line.